# 서철

서철(徐哲, 1907~1992)는 조선민주주의인민공화국의 정치인이다.

## 생애
일제강점기 초 조선 함경도 온성군에서 태어났다. 한때 하얼빈 의학전문학교를 졸업하였으며, 이것을 살려서 군의관으로 항일유격대파 제1로군에 소속되어 김일성과 함께 빨치산으로 활동하였다. 해방 이후 조선민주주의인민공화국의 주중대사, 주베트남 대사, 주체코 대사 등을 지냈다. 이후 총정치국장은 김일성 시대 한번, 김정일 시대 한번 역임하였다. 그의 아들인 서동명은 조선민족보험총회사 총사장을 지냈다.

## 경력
- 조선인민군 총정치국장